# Henryk Skrzypek
Henryk Wojciech Skrzypek (ur. 23 kwietnia 1953 w Jastkowicach, zm. 31 maja 2017 w Lublinie) – polski biolog, parazytolog i nematolog. Wieloletni wykładowca Katolickiego Uniwersytetu Lubelskiego.

## Życiorys
Studia ukończył na Wydziale Biologii i Nauk o Ziemi Uniwersytetu Marii Curie-Skłodowskiej. Od października 1979 podjął pracę na Katolickim Uniwersytecie Lubelskim, gdzie zaangażował się w rozwijanie nauk przyrodniczych. Współpracując z prof. Henrykiem Sandnerem zorganizował Katedrę i Zakład Ochrony Środowiska Człowieka. Przygotował też dla KUL programy studiów w zakresie ochrony środowiska. Współtworzył na tej uczelni Wydział Matematyczno-Przyrodniczy, jak również Wydział Biotechnologii i Nauk o Środowisku. W 1987 obronił rozprawę doktorską pt. Rozrodczość nicieni entomofilnych w różnych warunkach zagęszczenia populacji. Był zaangażowany w wyposażenie w urządzenia nowego gmachu Instytutu Ochrony Środowiska, oddanego do użytku w 1998. W 1999, dzięki jego staraniom zakupiono dla KUL skaningowy mikroskop elektronowy. Powstała wówczas pierwsza w regionie lubelskim nowoczesna Pracownia Mikroskopii Elektronowej (kierował nią przez osiemnaście lat). W 2009 podjął się zadania budowy i wyposażenia interdyscyplinarnego Centrum Badań Naukowych KUL. Projekt ten zakończono w 2015 przy jego kluczowym udziale.

## Zainteresowania
Prowadził badania naukowe głównie w zakresie ekologii, parazytologii, nematologii oraz entomologii. Interesował się w znacznym stopniu biologicznymi metodami ochrony roślin i ograniczeniem chemizacji rolnictwa. W ramach Pracowni Mikroskopii Elektronowej współtworzył nowe metody umożliwiające badanie ultrastruktury bezkręgowców, a zwłaszcza entomopatogenicznych nicieni, innych pasożytów i larw owadów. Badał również nabłonek jelita cienkiego ssaków. 
Działał w NSZZ Solidarność. Był członkiem Rady Naukowej Poleskiego Parku Narodowego.

## Odznaczenia
Odznaczony w 2013 Medalem Brązowym za Długoletnią Służbę.